# Павлов, Кирилл Александрович
Кири́лл Алекса́ндрович Па́влов (30 января 1990, Москва, СССР) — российский футболист, крайний защитник.

## Карьера
Дебютировал за основной состав «Локомотива» 15 июля 2009 года в матче 1/16 финала Кубка России против хабаровского клуба «СКА-Энергия» (1:2).
Дебютировал в чемпионате России 2 августа 2009 года в матче 16-го тура против «Ростова» (2:0). В том матче получил жёлтую карточку и был заменён на 89-й минуте. В 2010 году был арендован клубом «Локомотив-2».